# دانیل سی. پیترسون
دانیل سی. پیترسون (انگلیسی: Daniel C. Peterson؛ زادهٔ ۱۵ ژانویهٔ ۱۹۵۳) نویسنده اهل ایالات متحده است. استاد سابق مطالعات و زبان عربی در بخش زبان‌های آسیا و زبان‌های خاور نزدیک در دانشگاه بریگم یانگ بود.
او با همکاری ویلیام همبلین در مقاله ای با عنوان ادیانی که به دلیل فتوحات نظامی تاریخی باقی ماندند که در دزرت نیوز انتشار یافت نوشته‌است: فتوحات نظامی در درازمدت می‌تواند تغییرات مذهبی قابل توجهی ایجاد کند. در طول تاریخ باستان و قرون وسطی، اکثر ایمانداران معتقد بودند که خدا - یا خدایان - پیروزی در نبرد را به مؤمنان عطا خواهد کرد. در واقع، عموماً فرض بر این بود که هیچ‌کس نمی‌خواهد خدایی را پرستش کند که نتواند از قوم خود محافظت کند. شکست در نبرد یا به عنوان شکست یک خدا در برابر خدایان قدرتمندتر یا به عنوان شاهدی بر اطاعت و وفاداری ناکافی مؤمنان به خدای خود تلقی می‌شد. ظهور و سقوط ادیان باستانی اغلب ارتباط نزدیکی با موفقیت یا شکست نظامی مؤمنان داشت. بسیاری از ادیان دوران باستان به دلیل فروپاشی نظامی دولت‌هایی که زمانی از آنها حمایت می‌کردند و آنها را حفظ می‌کردند، دیگر وجود ندارند. قرار گرفتن زیر نفوذ خارجی‌ها در امپراتوری‌های باستانی، برتری نهایی خدا یا خدایان خارجی را به ارمغان می‌آورد، به همین علت بسیاری از ادیان باستانی دیگر وجود ندارند. فتح امپراتوری هخامنشی توسط اسکندر مقدونی در قرن چهارم پیش از میلاد، گسترش یونانی‌گرایی - زبان، فرهنگ، سیاست، علم و دین یونانی را تسهیل کرد. از این رو مجسمه‌های خدایان یونانی و اسکندر به عنوان خدا از مصر تا افغانستان پیدا شده‌است. در قرن دوم پس از میلاد، فتح شمال هند، غرب ایران، افغانستان و بخش‌هایی از آسیای مرکزی توسط کانیشکا، پادشاه بودایی بزرگ امپراتوری کوشان، گسترش بودیسم را نه تنها در سراسر امپراتوری خود، بلکه در امتداد جاده ابریشم به داخل کشور تسهیل کرد. در چین هم همین‌طور بود. هنگامی که ارتش‌های مسلمان عرب بیشتر خاورمیانه و شمال آفریقا را در قرن هفتم فتح کردند، بسیاری از مردمان تسخیر شده رشتهٔ گستردهٔ پیروزهای نظامی اعراب را دلیل روشنی بر واقعیت و قدرت خدای یگانه یعنی الله می‌دیدند. پس از این پیروزی‌ها تغییرات دینی سریعی در بسیاری از مناطق فتح شده رخ داد. فتح امپراتوری آزتک توسط فاتحان اسپانیایی بین سال‌های ۱۵۱۹ و ۱۵۲۱ نه تنها نشان دهنده پیروزی امپریالیسم اسپانیا، بلکه پیروزی کاتولیک‌ها بر دین بومی آزتک‌ها بود. در تبت، حمایت نظامی جنگجویان مغول زونگار که اخیراً تغییر مذهب داده بودند، در قرن هفدهم به تثبیت لوبسانگ گیاتسو، پنجمین دالایی لاما، به عنوان حاکم عالی تبت کمک کرد.
فتح شبه‌جزیره ایبریا توسط اسپانیا در سال ۱۴۹۲ در بازپس‌گیری اندلس در نهایت منجر به اخراج صدها هزار یهودی و مسلمان از منطقه اسپانیای مدرن شد؛ بنابراین، اگرچه امروزه دین به درستی در پیوند الهیات، اخلاق، عقاید و اعمال درک می‌شود، ادیان همیشه در یک زمان، مکان و بستر فرهنگی خاص تاریخی وجود دارند. همان‌طور که پیروزی یا شکست در جنگ می‌تواند مرزهای سیاسی و فرهنگی را به‌طور بنیادی دگرگون کند، نتایج جنگ نیز همیشه تأثیر قابل توجهی بر ظهور، گسترش، تسلط یا زوال ادیان داشته‌است.